# Германские департаменты Франции

Карта департаментов Первой империи, включая германские департаменты.

Германские департаменты Франции — бывшие французские департаменты, образованные на территориях Германии, бывших в составе Франции во время Революционных и Наполеоновских войн.

## Список департаментов
Четыре департамента были образованы после аннексии Францией дочерней Цизрейнской республики в 1802 году:
- Рур;
- Монтоннер;
- Рейн-и-Мозель;
- Саар.

Пять новых департаментов были образованы в 1811 году, после аннексии Францей территорий в Северной Германии:
- Устье Везера;
- Устье Эльбы;
- Западный Эмс;
- Восточный Эмс;
- Липпе.

После поражения Наполеона в 1814 эти департаменты были потеряны Францией.